# Cavaso del Tomba
Cavaso del Tomba är en kommun i provinsen Treviso i regionen Veneto i Italien. Kommunen hade 2 885 invånare (2018).